# Vácrátót
Vácrátót é um município da Hungria, situado no condado de Peste. Tem 18,09 km² de área e sua população em 2015 foi estimada em 1.924 habitantes.